# グレガリナ
グレガリナ（gregarine）類は、アピコンプレックス門に属する原生生物の一群で、無脊椎動物の腸管や体腔に寄生する。簇虫（ぞくちゅう）ともいう。昆虫の腸管を調べればかなりの頻度で見つかるありふれた生物群であるが、研究はさほど進んでいない。これまでにおよそ1700種が知られているが、おそらくその数百倍の多様性があると考えられている。

## 形態

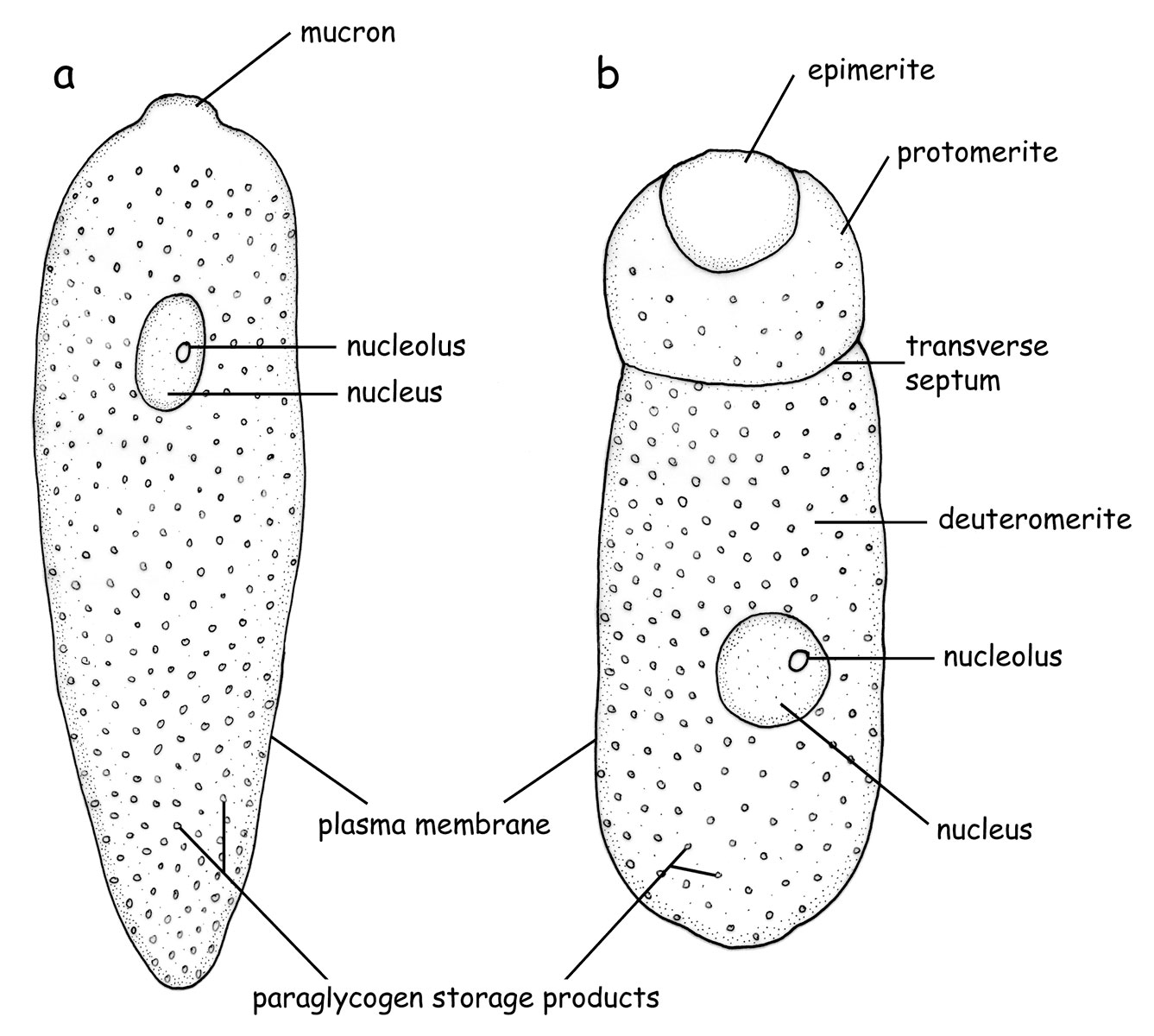
グレガリナの模式図。a) 無節類、b) 有節類

グレガリナ類はガモント（gamont、生殖母体）が宿主の細胞外で大きく成長し、単細胞ながら長さ100μmから数mmに達する蠕虫状に観察されることが特徴である。ガモントの形態は非常に多様であり、分類する際の重要な指標となっている。ガモントの形態を大別すると、単一区画の細胞からなる無節類と、前節 (protomerite) と後節 (deutomerite) とに区画化される有節類とに区分できる。有節類では核は後節のみに存在している。上皮に接着するためのミュクロン（mucron、微突起）と呼ばれる構造があり、この形態も極めて多様であるが、ここにはアピカルコンプレックスがある。光学顕微鏡観察でミュクロンだけが区画化されているように見える場合は先節 (epimerite) と呼ぶが、これは見かけだけで実際には区画化されていないことが多い。

## 生態
宿主は無脊椎動物で、とくに節足動物が圧倒的に多い。ほとんどのものが単一宿主性であるが、例外的に節足動物と軟体動物の2つの宿主を持つもの（Porosporidae科）が知られている。宿主に対して病原性を示すものは少ない。寄生部位は主に腸管や体腔である。アピコンプレックス門に属する他の原虫（コクシジウム類など）と違い基本的には細胞外で生活しているが、宿主細胞内で生活する時期がある種類も知られている。一般的には、上皮に付着した状態で成長し、成熟すると離脱して有性生殖を行う。
アピコンプレックス門の生物は基本的に鞭毛を持たず、運動能は限られている。しかし特に真グレガリナ類ではガモントの表面に多数の皺があり、これを使って滑走できる種が多く知られている。原グレガリナ類では皺は少なく､滑走ではなく身をよじるようにして動く。一方摂食様式は、原グレガリナ類では餌生物の細胞質を吸い出すミゾサイトーシス (myzocytosis) が主であるのに対し、真グレガリナ類では細胞表面に散在するミクロポア（微小孔、micropore）を用いた飲作用 (pinocytosis) による。
グレガリナ類の一般的な生活環は次のようにまとめられる。オーシスト（oocyst、接合子嚢）が宿主に摂取されると、腸管内でスポロゾイト（sporozoite、種虫）が脱出して上皮細胞に付着する。この際腸管以外に寄生する種では脱出後のスポロゾイトは速やかに寄生部位に移動する。メロゴニー（merogony、娘虫体形成）を行う種では上皮細胞内で多分裂によりメロゾイト（merozoite、娘虫体）を多数生じて増殖するが、メロゴニーを行わずにすぐにガメトゴニー（gametogony、生殖体形成）に移るものが一般的である。発達初期のガモントは上皮に付着したまま肥大化し、これをトロフォゾイト（trophozoite、栄養体、古くはセファリン、cephalin）とも呼ぶ。これに対して、十分に発達したガモント（古くはスポラディン、sporadinと呼んだ）は上皮から離脱する。その後、雌雄のガモントが対になって1つのガメトシスト（gametocyst、配偶子嚢）を形成する、連接（syzygy）という現象が多くの種で見られる。ガメトシスト内のガモントはそれぞれほぼ同数のガメート（gamete、生殖体）を多数生じる。雌雄のガメートが接合するとスポロゴニー（sporogony、種虫形成）を行い、4つ以上のスポロゾイトを含んだオーシストが生じる。

## 分類
アピコンプレックス門におけるグレガリナ類の位置付けは研究者によって若干の差異があるが、綱（Gregarinea）または亜綱（GregarinasinaまたはGregarinia）をあてるのが一般的である。下位分類については、アピコンプレックス門における生活環の3大要素（メロゴニー、ガメトゴニー、スポロゴニー）のうち、メロゴニーの有無に注目して以下の3目に分類する。しかしグレガリナ類の分子系統解析はまだ充分には行われていないため、この体系の妥当性は今後の検証が待たれる。
- 原グレガリナ目 Archigregarinorida Grassé, 1953 
メロゴニーを行うものがある。屈曲運動を行い、ミゾサイトーシスにより摂食する。海産無脊椎動物の腸管に見つかる。2科7属70種以上。
- 真グレガリナ目 Eugregarinorida Léger, 1900
メロゴニーを行わない。滑走運動を行い、飲作用により栄養摂取する。
  - ブラストグレガリナ亜目 Blastogregarinorina Chatton and Villeneuve, 1936
単一区画の生殖母体から配偶子が連続的に出芽する。Siedleckia 属4種。
  - 無節亜目 Aseptatorina Chakravarty, 1960
生殖母体が単一区画からなる。Lankesteria、Monocystis 属など、およそ70属500種。
  - 有節亜目 Septatorina Lankester, 1885
生殖母体が前節と後節とに区画化されている。Gregarina、Stenophora 属など、およそ150属1200種。
- 新グレガリナ目 Neogregarinorida Grassé, 1953
二次的に獲得したメロゴニーを行う。昆虫の体腔に見つかる。6科13属58種。

このうち真グレガリナ目についてはすでに単系統にならない可能性が示唆されている。原グレガリナ類と新グレガリナ類はメロゴニーを行うという共通性があり、20世紀半ばまではシゾグレガリナ目 Schizogregarinida Léger, 1900 としてまとめられていた。実は原グレガリナ目と新グレガリナ目の定義は曖昧で、この2群をはっきり区別できる特徴は宿主域のみである。とはいえ21世紀に入ってから行われた分子系統解析によれば、原グレガリナ類がアピコンプレックス門の根元付近から分岐するのに対し、新グレガリナ類は真グレガリナ目の Monocystid 類に近縁な位置を占めることから、この2群は区別されるべきものと考えて良いだろう。

### 新グレガリナ類
新グレガリナ類はメロゴニーによって個体数を急増させることができるため、宿主昆虫に対する負荷が大きく病原性を示すものもある。そこで病害昆虫や媒介昆虫に対する天敵として利用できないか研究されている。

### 原グレガリナ類
原グレガリナ類は、ミゾサイトーシスを行う、オーシスト内に生じるスポロゾイトが4つと少ないなど、アピコンプレックス門で原始的と考えられる特徴を持っている。分子系統解析でもアピコンプレックス門の根元付近から分岐することから、コルポデラ類やクリプトスポリジウム（後述）と並んで興味深い群といえる。

### クリプトスポリジウム
クリプトスポリジウムは伝統的にコクシジウム類だと考えられてきたが、分子系統解析の結果では典型的なコクシジウム類からは外れ、グレガリナ類に近縁な可能性が示されている。クリプトスポリジウムはアピコンプレックス門の中では例外的に色素体（アピコプラスト）がないことが示されているが、最近になって真グレガリナ目に属する Gregarina niphandrodes にも色素体がないという研究が報告された。

## 歴史
文献上はじめてグレガリナ類を観察したのはフランチェスコ・レディ（1684年）だとも言われているがこれは確実なものではない。確実なものとしてはru:Filippo Cavoliniが1787年に地中海のイワガニの1種から見付けた、おそらく Cephaloidophorus conformis だと思われるものが最初である。グレガリナという名は、昆虫学者レオン・デュフール (Léon Jean Marie Dufour) がハサミムシから発見した種を1828年に Gregarina ovata と命名したことに始まり、ラテン語で「群れている」という意味である。当初は特殊化した条虫または吸虫だと考えられていたが、解剖学者アルベルト・フォン・ケリカーは1845年にグレガリナ類が単細胞生物であることを示して原生動物門に移した。生活環が明らかになったのは19世紀末になってからである。